# Leuntea, Căușeni
Leuntea este un sat din cadrul comunei Grădinița din raionul Căușeni, Republica Moldova.
Între Leuntea și Copanca este amplasată Grădina Turcească, o arie protejată din categoria rezervațiilor peisagistice.

## Istorie
Localitatea a fost atestată pentru prima dată într-un document în limba germană, la 24 februarie 1460 (sau 1461):
„Ștefan voievod dă și întărește sfintei mănăstiri Moldovița o baltă, pe Nistru, anume Leonta, de la gură până la obârșie, unde este mănăstirea, cu toate prisăcile și cu toate gârlele și cu șomuldoacele, cu toate apele ce le cuprinde, și cu toate fânețele care se întind de-a lungul bălții sus-numite, de la obârșie până la gură, apoi lunca cu toate cele de mai sus-pomenite și drumul cu vadul de pe Nistru. De asemenea, să nu se ia vamă de la carele care duc pește și desetină din nici un stup al acestor prisăci. Iar hotarul să fie pe acolo pe unde l-a hotărnicit de demult boierul Velcea.

Din anul 6917 <1460> februarie 24.”
Dicționarul Geografic al Basarabiei de Zamfir Arbore, 1904:
Leonteva, rușii îi zic Leontievo, sat, în jud. Bender, așezat pe malul Nistrului, la hotarul jud. Bender și Acherman. Face parte din volostea Căușeni. împrejurul satului pădure, vii și grădini cu pomi. Satul aparținea altădată familiei Catargi, care 1-a vândut generalului rus Ponset. La 1827, generalul Ponset a adus aci și a colonizat satul cu emigranți din Austria, în număr de 25 familii, parte din aceștia s-a romanizat. Actualul sat (de la începutul secolului al XX-lea) se compune din 103 case, cu o populație de 1233 suflete. Loc. posedă 213 vite mari, 124 cai, 490 oi.

## Demografie

### Structura etnică
Structura etnică a localității conform recensământului populației din 2004:
| Grup etnic                    | Populație | % Procentaj |
| ----------------------------- | --------- | ----------- |
| Ruși                          | 208       | 43,33%      |
| Băștinași declarați Moldoveni | 156       | 32,50%      |
| Ucraineni                     | 109       | 22,71%      |
| Bulgari                       | 3         | 0,63%       |
| Găgăuzi                       | 1         | 0,21%       |
| Alții                         | 3         | 0,63%       |
| Total                         | 480       |             |